# Vœu de Champagney

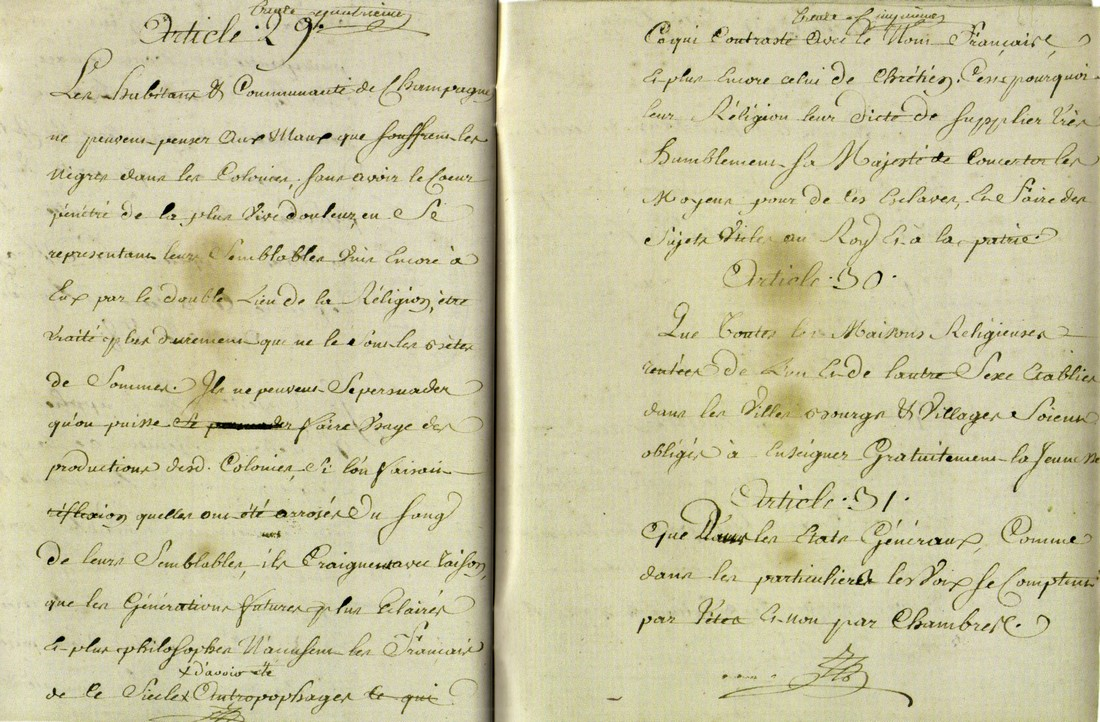
L'article 29 du cahier de doléances des habitants de Champagney.

« Vœu de Champagney » désigne l'article 29 du cahier de doléances des habitants de Champagney qui en 1789, demande l'abolition de l'esclavage des Noirs.
Ce document est parfois présenté comme une exception, mais plusieurs autres cahiers de doléances contiennent des revendications équivalentes, certaines visant également le commerce des esclaves (la traite).
Toutefois, celui de Champagney a donné lieu à la création d'un mémorial de l'esclavage, la Maison de la Négritude et des Droits de l'Homme.

## Contexte
En 1789, les villages et villes de France eurent à rédiger leurs cahiers de doléances pour la convocation des États généraux. Les habitants de Champagney (Haute-Saône), incluent dans leur cahier un article que l'on retrouve rarement dans les cahiers de doléance (l'article 29), condamnant énergiquement l'esclavage et réclamant son abolition.

## Contenu
Voici le texte de cet article :

« Les habitants et communauté de Champagney ne peuvent penser aux maux que souffrent les nègres dans les colonies, sans avoir le cœur pénétré de la plus vive douleur, en se représentant leurs semblables, unis encore à eux par le double lien de la religion, être traités plus durement que ne le sont les bêtes de somme. Ils ne peuvent se persuader qu'on puisse faire usage des productions des dites colonies si l'on faisait réflexion qu'elles ont été arrosées du sang de leurs semblables : ils craignent avec raison que les générations futures, plus éclairées et plus philosophes, n'accusent les Français de ce siècle d'avoir été anthropophages, ce qui contraste avec le nom de français et encore plus celui de chrétien. C'est pourquoi, leur religion leur dicte de supplier très humblement Sa Majesté de concerter les moyens pour, de ces esclaves, faire des sujets utiles au royaume et à la patrie. »

Ce texte d'avant-garde fut vraisemblablement suggéré par un noble originaire de Champagney, Jacques-Antoine Priqueler, proche de la « Société des amis des Noirs » créée à Paris en 1788. Ce sont cependant l'esprit de fraternité et le respect de la dignité de son prochain qui font office de justification, en tant que qualités inhérentes à la foi chrétienne.
Ce texte est rédigé le 19 mars 1789 au nom des « habitants et Communauté de Champagney », il est signé par la quarantaine de représentants de la communauté.
Le cahier de doléances ne va pas plus loin que le bailliage de Vesoul, probablement jugé soit indigne d'intérêt, soit trop audacieux.

## Postérité

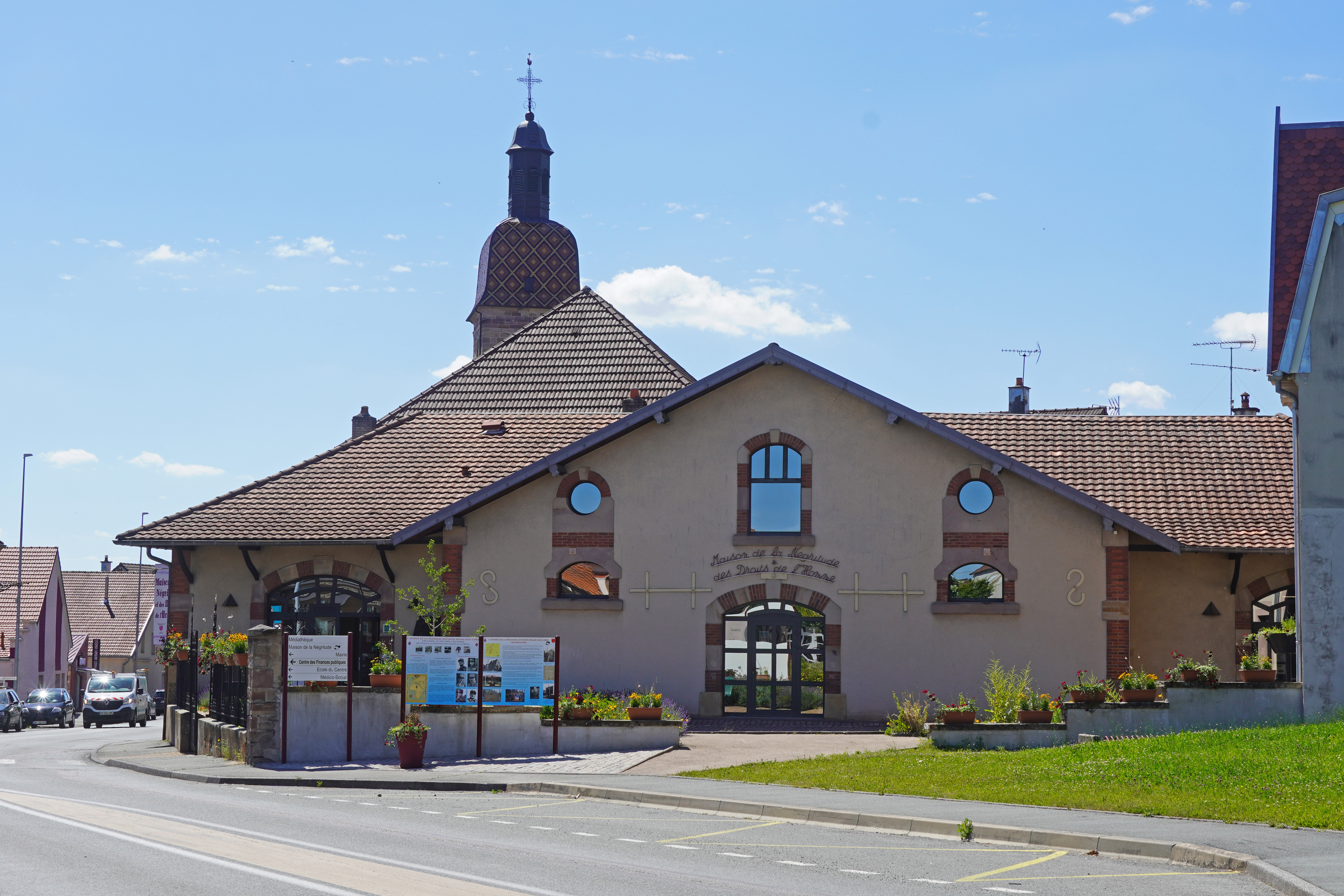
La Maison de la Négritude et des droits de l'Homme.

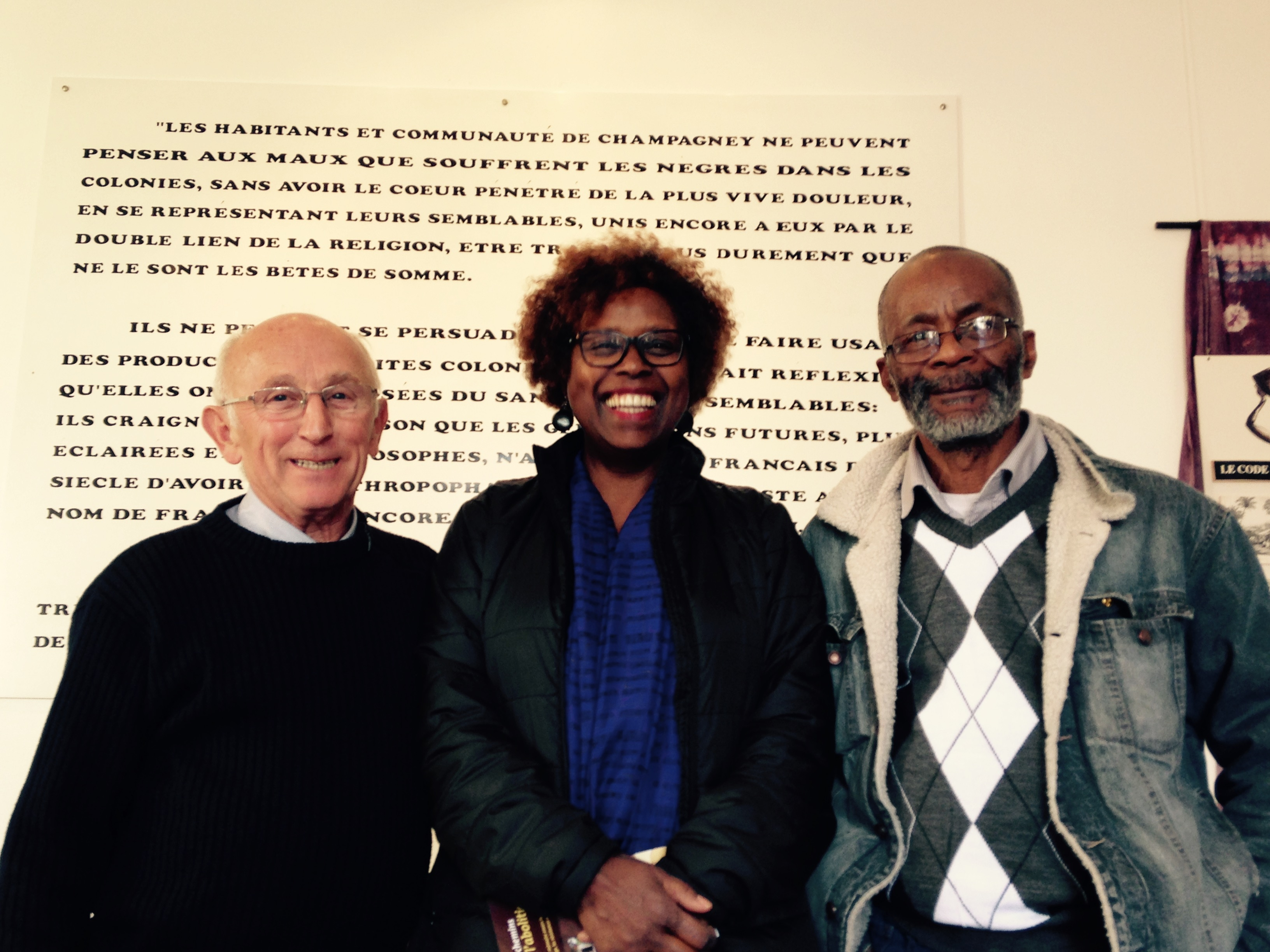
L'ancien maire de Champagney Gérard Poivey (à gauche) avec deux représentants d'une délégation de Pierrefitte-sur-Seine devant le Vœu de Champagney.

En 1971, René Simonin (1911-1980), natif de Champagney, tire ce texte de l'oubli. Le vœu suscite l'intérêt de l'équipe municipale et notamment de celui qui sera maire de la commune de 1989 à 2015, Gérard Poivey : « À l'époque, j'étais adjoint. Quand on nous a appris l'existence de ce document en conseil municipal, nous nous sommes regardés avec des yeux tout ronds. Il a fallu que l'on voie les écrits pour y croire. » La décision est prise de fonder un lieu de mémoire, la Maison de la Négritude et des Droits de l'Homme : « Il a fallu un an de réunions publiques, mais la décision a été prise à l'unanimité. Au fur et à mesure que les habitants ont eu connaissance d'aïeux solidaires des esclaves, ils ont approuvé le projet. »
Une voie de la commune de Fort-de-France (Martinique), dans le quartier de la Savane, porte le nom d'allée du Vœu de Champagney depuis le 30 mars 2012.

## L'émancipation des Noirs dans les cahiers de doléance
La députée Christiane Taubira-Delannon déclare dans le rapport parlementaire aboutissant à la Loi tendant à la reconnaissance de la traite et de l'esclavage en tant que crime contre l'humanité adoptée en 2001 : « En France, à l'exception - notable - du village de Champagney, dont les habitants ne pouvaient « penser aux maux que souffrent les nègres dans les colonies, sans avoir le cœur pénétré de la plus vive douleur », la question de l'esclavage fut absente des cahiers de doléances rédigés avant la réunion des États Généraux. Il fallut en effet attendre les années 1790 pour que cette question passât de la discussion intellectuelle au débat politique ».
Cela n'est pourtant pas exact et les habitants de Champagney ne furent pas les seuls à réclamer l'abolition de l'esclavage. Cette revendication reste rare cependant, mais fut plusieurs fois associée à la demande d'abolition de la traite, ce qui n'est pas le cas pour Champagney : 
- sur cent soixante-quatre cahiers rédigés par le Tiers état, douze demandent l'abolition de la traite, dont quatre celle de l'esclavage, et huit autres manifestent leur réprobation à l'égard de ces pratiques, quoiqu'avec prudence ;
- sur cent cinquante cahiers rédigés par la noblesse, trois demandent l'abolition de la traite, dont deux celle de l'esclavage, et sept autres émettent un vœu imprécis sur ce sujet ;
- sur cent cinquante-cinq cahiers rédigés par le clergé, huit demandent l'abolition de la traite, dont quatre celle de l'esclavage, quatre autres abordent le sujet avec circonspection[9].

Par exemple, les habitants de Toulon-sur-Arroux expriment dans l'article 10 de leur cahier de doléance une revendication d'une bien plus grande portée, visant l'esclavage, la traite, et  l'abolition universelle de celle-ci au moyen d'un accord international, en ces termes :

« que sous l'empire français, il ne reste aucun vestige d'esclavage ! que la mesure de la fortune publique ne se calcule plus sur le nombre des malheureux ! enfin que l'esclavage soit aboli dans les colonies, que la nation renonce pour toujours à la traite des nègres, et que le Roy, suivant le mouvement de son cœur, daigne inviter toutes les nations à abjurer ce monstrueux commerce, par un pacte général que l'Humanité réclame. »